# Frederick Rosse
Frederick Rosse (Jersey, 1867 – Brighton graafschap (Sussex), 20 juni 1940) was een Brits componist, dirigent en zanger.

## Levensloop
Rosse kreeg zijn basisopleiding in Harrow (Londen). Hij studeerde in het buitenland, aanvankelijk in Leipzig, later in Dresden, Brussel en in Wenen. Hij begon zijn muzikale carrière in 1894 als zanger met een rol als "Takemine (Sergeant of the Governor's Guard)" in The Geisha, een musical in twee akten van Sidney Jones in het "Daly's Theatre" in Londen. Aldaar werd hij later ook koorleider. Aansluitend werd hij dirigent in verschillende theaters in Londen, zoals het Adelphi Theatre, Strand Theatre, Prince of Wales Theatre, Lyric Theatre, Apollo Theatre, Garrick Theatre, Avenue Theatre en het New Theatre.
Dat hij een man van het theater was, is ook in zijn composities te herkennen. Het begon met All Aboard in 1895. Ook zijn orkestwerken werden meestal geïnspireerd door theaterwerken. Het bekendste werk is ongetwijfeld zijn muziek voor het toneelwerk The Merchant of Venice (De koopman van Venetië) van William Shakespeare.

## Composities

### Werken voor orkest
- 1916 Gabrielle, suite voor orkest
- 1918 Petite Suite Moderne, voor orkest
- 1923 Cyrano de Bergerac, suite in vijf delen voor orkest
- The Doge's March uit de muziek voor het toneelstuk "The Merchant of Venice (De koopman van Venetië)", voor orkest
- Suite uit de muziek voor het toneelstuk "Monsieur Beaucaire"

### Werken voor harmonieorkest
- Suite uit "The Merchant of Venice (De koopman van Venetië)", voor harmonieorkest
  1. Prelude No. 1
  2. Intermezzo "Portia"
  3. Oriental March
  4. Prelude No. 2
  5. The Doge's March
  6. Bacarolle
  7. Tell me where is fancy bred

### Aanvullende muziek voor musicals
- The King of Cadonia, 2 aktes, 3 september 1908, Londen, Prince of Wales Theatre - libretto: Frederick Lonsdale
  1. No. 16 - Song - Militza & Chorus - "I'm full of a passion for setting the fashion in dinner and dance and dress..."
  2. No. 20 - Song - Duke & Chorus - "There are people who think they would like to be King! ..."
  3. No. 23 - Duet - Militza & Duke - "We've got to adopt a disguise, to effect our escape from the town..."
- Sergeant Brue, 3 aktes, 10 december 1904, Londen, Strand Theatre - libretto: Owen Hall
  1. No. 18 Put Me in My Little Cell - tekst: P.G. Wodehouse
  2. No. 21 sluit af met een dans
- The Water-Babies, 1902, Londen, Garrick Theatre - libretto: Rutland Barrington gebaseerd op het sprookjes-boek van Charles Kingsley (1819-1875)

### Theaterwerken

#### Toneelwerken
- 1895 All Aboard
- 1902 Monsieur Beaucaire
- 1905 The Merchant of Venice (De koopman van Venetië) - tekst: William Shakespeare (gecomponeerd... voor Arthur Bourchiers productie van dit toneelstuk aan het "Garrick Theatre", Londen)
- Almond Eye
- Guillaume Tell: Sois immobile, Où vas-tu?

### Vocale muziek
- 1905 Put Me In My Little Cell, voor zangstem en piano - tekst: P.G. Wodehouse
- In the Old Countrie, voor zangstem en piano
- The Crown Cycle "Love Letters,", voor zangstem en piano
- The Refractory Monk, voor zangstem en piano

### Werken voor piano
- 1916 Suite Gabrielle, op. 101
  1. Pizzicato
  2. Valse Romance
  3. Minuet
  4. Patrol
- 1920 Suite dansante, op. 110
- 1927 Melodie solennelle in D
- Suite Tragique ...